# Attaquant (volley-ball)

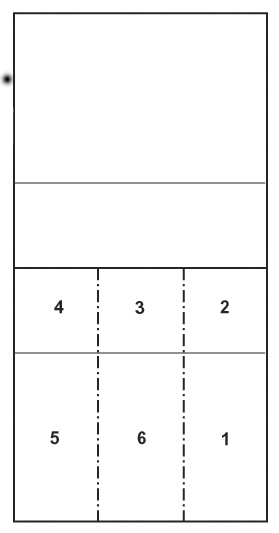
Positions sur le terrain.

 (juillet 2025).
Si vous disposez d'ouvrages ou d'articles de référence ou si vous connaissez des sites web de qualité traitant du thème abordé ici, merci de compléter l'article en donnant les références utiles à sa vérifiabilité et en les liant à la section « Notes et références ».
Pour les articles homonymes, voir Attaquant.
Au volley-ball, l'attaquant, aussi appelé « joueur à la technique » ou plus communément « pointu », est celui placé à l'opposé du passeur. Il attaque généralement en poste 2 sauf en phase de réception lorsque lui-même est sur la position 4 afin d'éviter des rotations inutiles. Il attaque alors en 4. Lorsqu'il est arrière, le pointu est déchargé de la réception afin de pouvoir attaquer aux trois mètres (le plus souvent en poste 1). Il est souvent considéré comme le meilleur attaquant et le passeur lui fait souvent la passe lorsqu'il se trouve en difficulté.

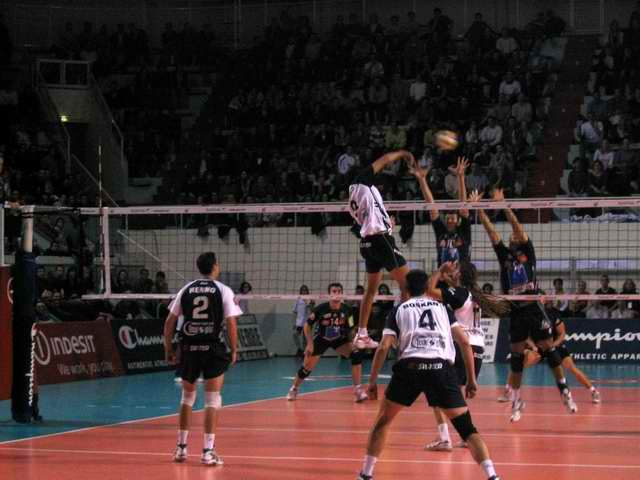
Attaque de Nikolov (pointu du Tours Volley-Ball en 2005-Champion d'Europe).

Pointus et complets peuvent être regroupés sous l'appellation « ailiers ».

## Joueuses pointues
- Destinee Hooker
- Wang Yimei
- Ekaterina Gamova
- Sanja Popovic
- Sheilla Castro
- Tijana Bošković
- Paola Egonu
- Lucille Gicquel

## Joueurs pointus
- Antonin Rouzier
- Mory Sidibé
- Piotr Gruszka
- Clayton Stanley
- Boyan Yordanov
- Stephen Boyer
- Jean Patry